# Tatort: Borowski und das Haus am Meer
Borowski und das Haus am Meer ist ein Fernsehfilm aus der Krimireihe Tatort. Der vom NDR produzierte Beitrag ist die 1112. Tatort-Episode und wurde am 15. Dezember 2019 im Ersten ausgestrahlt. Der Kieler Kommissar Klaus Borowski ermittelt in seinem 34., seine Kollegin Sahin in ihrem dritten Fall.

## Handlung
In einem Wald bei Kiel läuft Klaus Borowski und Mila Sahin ein sichtlich verwirrter achtjähriger Junge vors Auto. Er berichtet von einem Hund und seinem Großvater, der von dem Hund angefallen worden sei. Während sich Sahin um den Jungen kümmert, sieht Borowski im Wald nach bis hin zur nahen Ostseeküste, doch er kann nichts Auffälliges entdecken. Am Strand war nur eine Frau und ein Schiff lag vor der Bucht vor Anker. Zurück am Auto erklärt der Junge, dass ein Indianer, der mit dem Schiff gekommen sei, den Hund „tot gemacht“ habe. Borowski und Sahin wissen nicht so recht, was sie von den Schilderungen des Jungen halten sollen. Simon ist der Sohn des Pfarrers und lässt sich von den beiden zu seiner Mutter bringen, die im Pflegeheim des Ortes arbeitet. Sie berichtet, dass Simons Großvater an Alzheimer erkrankt sei und schon öfter einmal desorientiert aufgegriffen worden sei, weshalb sie ihn zu sich ins Pfarrhaus geholt hätten.
Am nächsten Morgen wird mit Spürhunden nach Simons Großvater gesucht. Leider kann nur noch dessen Leiche ausgemacht werden. Die Auffindesituation ist allerdings ungewöhnlich, denn jemand hatte Heinrich Flemming offensichtlich hier bestattet, nachdem er ihn aus dem Wald bis hierher geschafft hatte. Nach der Freilegung des Leichnams finden sich aber keine Bissspuren; er hat streng nach oben gefaltete Hände. Dicht neben dem Grab findet sich auch das Grab eines Hundes, von dem aber nur noch das Skelett vorhanden ist und der schon länger hier liegen muss. Borowski unterhält sich deshalb noch einmal mit Simon, der zusätzlich von einer Kinderpsychologin betreut wird. Nachdem Simon detailliert schildert, wie der Indianer mit dem Hund gekämpft habe, versucht die Psychologin dem Kommissar klarzumachen, dass sich traumatisierte Kinder häufig ihre eigene Welt erschaffen, in der sie Realität und Phantasie vermischen würden. Da es aber dieses Hundegrab gibt, ist Borowski gewillt, Simons Geschichte Glauben zu schenken. Sahin vermutet deshalb ein Übertragungsphänomen, wo Vorkommnisse der Vergangenheit nun mit neuen Ereignissen verknüpft werden, sodass die Hundeattacke vermutlich schon länger zurückliegt. Später kommt Borowski mit einem Schäfer in Kontakt, der erzählt, dass einer seiner Hütehunde seit einem Jahr verschwunden ist, sodass Sahins Hypothese durchaus plausibel erscheint. Simons Wunschvorstellung nach einem starken Helfer könnte dann in seinen Einbildungen zur scheinbaren Existenz des Indianers geführt haben.
Nach der Obduktion des Opfers steht fest, dass Heinrich Flemming nach einem Sturz ertrunken ist, wonach er gewaltsam mit dem Gesicht ins Wasser gedrückt worden sein muss. In seinen gefalteten Händen fand die Gerichtsmedizinerin ein Knochenstück in Form eines Blattes. Das kann sie als den Ohrknochen eines speziellen Fisches identifizieren, ohne den dieser nicht hören kann.
Die familiäre Situation der Flemmings erscheint Borowski sehr ungewöhnlich, denn Pfarrer Flemming kümmerte sich um seinen dementen Vater, obwohl dieser ihn schon seit dessen Geburt abgelehnt hat. Der Grund dafür lag in der Vergangenheit von Heinrich Flemming und der Nazi-Ideologie seines Vaters. Darunter hat er gelitten und war der Meinung, dass sich diese menschenfeindliche Einstellung vererbt und er deshalb keine Kinder wollte. So hatte er seine Frau samt Kind verlassen, in Dänemark eine reformpädagogische Bewegung gegründet und Jugendliche im Sinne ihrer neuen Ideologie erzogen. Sein Sohn Johann Flemming hatte sich nun ebenso von der Ideologie seines Vaters abgewandt und sein Heil im Glauben gesucht und ist Pfarrer geworden. Während seiner Zeit in Dänemark hat Heinrich Flemming eine neue Frau genommen: Inga Andersen. Ihr gehört das Schiff, das Borowski am Strand gesehen hatte. Zur Besatzung gehören Andersens Tochter Senta und der seit einem „Unfall“ in der Jugend gehörlose und geistig behinderte Erik Larsen, der augenscheinlich indianischer Abstammung ist. Da beide verschwunden sind, müssen die Ermittler davon ausgehen, dass sie mit dem Mord an Flemming in Verbindung stehen.
Es kristallisiert sich heraus, dass Inga Andersen seit einiger Zeit Aktivitäten entwickelte, Heinrich Flemming zu sich nach Dänemark zu holen und ihn in der Tatnacht möglicherweise entführen wollte. Da das nicht gelungen ist, holen Senta Andersen und Erik Larsen nun Simon zu sich aufs Schiff. Angesichts dieser Entführung gesteht Johann Flemming, sich in der Tatnacht mit seinem Vater gestritten zu haben und, nachdem er in den Wald gelaufen sei, habe er ihn verfolgt, bis dieser in den kleinen Bach gestürzt sei. Da urplötzlich ein Indianer vor ihm gestanden habe, sei er zurück zum Pfarrhaus gelaufen. Borowski ist davon überzeugt, dass Erik Larsen die Situation ausgenutzt hat, um sich an Heinrich Flemming zu rächen, da dieser seine Behinderung verursacht hat. Heinrich Flemming hat seine angeblich freiheitliche Ideologie mit demselben Fanatismus verfolgt wie seinerzeit sein Vater seine rassistische Weltanschauung. Mit Strenge und körperlicher Züchtigung ist Heinrich Flemming gegen jede Verfehlung seiner Zöglinge vorgegangen, und so hat er Erik derart geschlagen, dass dieser schwerste Schäden davontrug. Erik und Senta waren schon in ihrer Jugend ein Liebespaar, was er nicht dulden wollte und nun haben sie sich nach so vielen Jahren an ihm gerächt. Eigentlich wollten sie ihn nur zum Schiff bringen, aber als er hilflos vor ihnen auf dem Boden lag und sie erneut beleidigte, packte auch sie die Wut. Gemeinsam hatten sie ihn dann zum Strand gebracht und vergraben, wobei ihm Erik das Knochenstück in die Hände legte, als Zeichen seiner Gehörlosigkeit. Da beide mit Simon nach Dänemark geflohen sind, nimmt Borowski die Verfolgung auf und findet sie in dem alten, verlassenen Internat, das Heinrich Flemming seinerzeit gegründet hatte. Nach anfänglichem Widerstand lassen sich beide bereitwillig festnehmen.

## Hintergrund
Der Film wurde vom 12. September 2018 bis zum 11. Oktober 2018 in Kiel und Umgebung gedreht. Die Dreharbeiten um die Kirchenszenen fanden an der Dorfkirche von Steinbergkirche-Neukirchen statt. Die Premiere erfolgte am 31. August 2019 auf dem Festival des deutschen Films.

## Rezeption

### Einschaltquoten
Die Erstausstrahlung von Borowski und das Haus am Meer am 15. Dezember 2019 wurde in Deutschland von 8,24 Millionen Zuschauern gesehen und erreichte einen Marktanteil von 23,8 % für Das Erste.

### Kritiken
Für Spiegel Online wertete Christian Buß: „Die Morduntersuchung wird zur Spurensuche im Neurosenlabyrinth. Dabei spielt der Autor und Regisseur Nikki Stein mit Raum und Zeit, um die destruktiven Dynamiken zwischen den Generationen offenzulegen. Sprünge in der Zeit, doppelte Böden in der Erzählung, Ablagerungen im sozialen Umfeld – diese Familienchronik des Hasses kommt raffiniert und episch daher.“ Ansonsten aber eher ein „schwacher Ermittlerauftritt“ von Borowski.
Thomas Gehringer schrieb für Tittelbach.tv: Die „verworrene“ Geschichte „wird in einer Art Landschafts-Krimi erzählt: der finstere Wald, der verlassene Strand und das weite Meer, ein kleiner Ort an der Küste, in dem die Zeit stehen geblieben scheint, und das vorgestrig eingerichtete Haus der Pastorenfamilie Flemming, in dem eine eigentümliche Unbehaglichkeit herrscht – Schauplätze, Ausstattung, Kostüme (etwa die Schwesterntracht im Krankenhaus) und die Kamera von Arthur W. Ahrweiler erzeugen eine spannungsreiche Atmosphäre.“ „Eine Freude ist es nach wie vor, Axel Milberg in der Rolle des leicht entrückten, versponnenen Kommissars zu sehen. In dieser Folge beweist er erneut, dass er über eine besondere Antenne im Umgang mit anderen Menschen verfügt.“
Bei Die Zeit urteilte Matthias Dell etwas verhalten: „Der Kieler ‚Tatort‘ zieht eine höchst zweifelhafte Analogie zwischen der Schuld von Nazivätern und dem Rigorismus der 68er-Kinder.“
Ursula Scheer von der FAZ meinte: „Mit leichter Hand malt Niki Stein eine abgründige Erzählung über verfehlte Vaterschaften aus, ohne in Schwarz-Weiß-Malereien (toxische Männlichkeit hier, rettende Weiblichkeit dort) zu verfallen. Alles bleibt in angenehmes Grau getaucht, mal in Wind und Wetter draußen zwischen Schafen oder an der See, mal eingesperrt in kulissenhaft ausstaffierte Pfarrhausräume, die unvermeidlichen Autos oder im Besprechungszimmer.“ „Die Figuren mit ihren Lebenslügen mögen zum Teil klischeehaft angelegt sein, so gespielt sind sie nicht: Vor allem Martin Lindow überzeugt in der Rolle des zwielichtigen Seelenhirten. Ob es die Zeitsprünge, das artistische Vor und Zurück im Erzählen wirklich gebraucht hätte, bleibt die Frage. Aber es schadet auch nicht.“